# Леонов, Виталий Викторович
Виталий Викторович Леонов (2 октября 1926, Свердловск — 29 марта 1993, Москва) — советский и российский киноактёр.

## Биография
Родился 2 октября 1926 года в Свердловске. Отец — Виктор Павлович, работник торговли. Мать по национальности цыганка.
Прошёл Великую Отечественную войну: в 14 лет, по окончании восьмилетки, поступил в Соловецкую школу юнг. По её окончании служил рулевым эсминца «Карл Либкнехт» на Северном флоте, участвовал в проводке арктических конвоев.
Виталий Леонов был вахтенным рулевым утром 22 апреля 1945 года, когда «Карл Либкнехт» вступил в бой с атаковавшей его подводной лодкой, который, как считалось в советской историографии, завершился потоплением U-286.
Стать артистом мечтал с детства. По воспоминаниям его товарищей, реализовать мечту помог случай: во время увольнительной на танцах Виталий познакомился с девушкой. Подруга представила его своей матери, с которой юноша в лирических выражениях поделился своей мечтой. Женщина, которая оказалась женой члена Военного совета флота, обратила внимание на его талант. В результате Леонов был направлен служить в Театр Северного флота приказом командующего флота, адмирала Головко. По другой версии, он поступил в студию Драматического театра Северного флота в 1947 году по рекомендации своего капитана. Закончив обучение в 1949 году, вступил в труппу этого театра.
Демобилизовался в 1950 году в звании старшины II статьи.
В 1950-е оставил театр (по одним данным — потерял голос, по другим — женился и сменил профессию, чтобы обеспечить семью). Работал штурманом и помощником капитана на рыболовных и торговых судах.
В 1965 году вернулся в театр — работал в Самаркандском русском драматическом театре, затем в Ташкентском русском драматическом театре имени Горького.
С 1968 года начал сниматься в кино. Внешность Леонова не располагала к ролям первого плана, он играл эпизодических персонажей: пьяниц, работяг, проходимцев, деревенских мужичков, разбойников, солдат — и советских, и немецких. По оценке Алексея Тремасова, несмотря на отсутствие крупных ролей, Леонов проявил высокое актёрское мастерство, «наделяя своих персонажей предельной жизненной достоверностью, хорошим добрым юмором».
Леонов также был поэтом и бардом, значительная часть его стихов и песен посвящена юнгам Северного флота.
Умер 29 марта 1993 года в Москве, похоронен на Востряковском кладбище Москвы.

## Личная жизнь
Был трижды женат:
- Первая жена — Вера, актриса Мурманского драматического театра Северного флота.
  - Дочь от первого брака — Татьяна Витальевна, работала переводчиком[1].
- Вторая жена — Олимпиада, брак продлился несколько лет.
  - Сын от второго брака — Сергей Витальевич Леонов — врач-колопроктолог[1], кандидат медицинских наук, заслуженный врач РФ. С 2008 года работает начальником Колопроктологического центра 3 Центрального военного клинического госпиталя им. А. А. Вишневского[8][9].
- Третья жена (с 1975 по 1993) — Людмила Андреевна Корнеюк (1931—2022).
  - Падчерица — Маргарита[1].

## Военные награды
- Медаль «За оборону Советского Заполярья»
- Медаль «За победу над Германией в Великой Отечественной войне 1941—1945 гг.»
- Медаль Нахимова
- Медаль «За боевые заслуги»[1]
- Орден Отечественной Войны II степени (1985)[6]
- Медаль Ушакова (1992)[10]

## Фильмография
Виталий Викторович Леонов —— известный актер кино. Особую популярность у юного зрителя завоевали кинокартины с его участием — «Белый Бим Черное Ухо», «Это нам не задавали», «Если верить Лопотухину». А всего им сыграно 60 ролей!
| Год       |     | Название                                                     | Роль                                                      |
| --------- | --- | ------------------------------------------------------------ | --------------------------------------------------------- |
| 1968      | ф   | Всадники революции                                           | Леонов                                                    |
| 1969      | ф   | Яблоки сорок первого года                                    | Кривоносый                                                |
| 1970      | ф   | Гибель Чёрного консула                                       | Бородеев                                                  |
| 1972      | ф   | Ждём тебя, парень                                            | Гаврила Фролов                                            |
| 1973      | ф   | Города и годы                                                | член ревкома                                              |
| 1973      | ф   | Мальчишку звали Капитаном                                    | Петр Иванович Бойко                                       |
| 1973      | ф   | Дело было, да!?                                              | Христон Солодовников                                      |
| 1973      | ф   | Аварийное положение                                          | Борзов                                                    |
| 1973      | ф   | Моя судьба                                                   | анархист                                                  |
| 1973      | ф   | Совсем пропащий                                              | человек из пивной                                         |
| 1973—1983 | с   | Вечный зов                                                   | сосед Лизы / кафтановец                                   |
| 1974      | мтф | Совесть                                                      | Павел Гуслин, «Циркач»                                    |
| 1975      | ф   | Это мы не проходили                                          | алкоголик в «Дельфине»                                    |
| 1975      | ф   | Не может быть!                                               | хозяин дома, куда по ошибке попадают Завитушкин с Серёгой |
| 1975      | ф   | Они сражались за Родину                                      | рядовой                                                   |
| 1975      | ф   | Шторм на суше                                                | полицейский                                               |
| 1976      | ф   | Белый Бим — Чёрное ухо                                       | рыбак                                                     |
| 1976      | ф   | Дни хирурга Мишкина                                          | милиционер                                                |
| 1976      | ф   | Золотая речка                                                | Е. М. Расторгуев                                          |
| 1976      | ф   | Пока бьют часы                                               | министр юстиции                                           |
| 1977      | ф   | Хомут для Маркиза                                            | отец «Цитрона»                                            |
| 1977      | ф   | Блокада                                                      | Имя персонажа не указано                                  |
| 1978      | ф   | Сибириада                                                    | Степан, бурильщик                                         |
| 1978      | тф  | Следствие ведут ЗнаТоКи. До третьего выстрела                | Губенко, допрашиваемый                                    |
| 1978      | тф  | Стратегия риска                                              | милиционер                                                |
| 1978—1979 | с   | Огненные дороги                                              | первый шпик                                               |
| 1979      | ф   | Взрослый сын                                                 | Имя персонажа не указано                                  |
| 1980      | ф   | Дым Отечества                                                | возница                                                   |
| 1980      | ф   | В стремнине бешеной реки                                     | Опанасенко                                                |
| 1980      | ф   | Каникулы Кроша                                               | грузчик                                                   |
| 1981      | ф   | Опасный возраст                                              | грузчик                                                   |
| 1981      | тф  | Бедная Маша                                                  | шофёр                                                     |
| 1981      | тф  | Шофёр на один рейс                                           | шофёр автопарка                                           |
| 1982      | ф   | Вокзал для двоих                                             | Имя персонажа не указано                                  |
| 1982      | ф   | Не все кометы гаснут                                         | Костин                                                    |
| 1982      | ф   | Предисловие к битве                                          | дядя Федя                                                 |
| 1982      | ф   | Предчувствие любви                                           | посетитель культурного пивбара «Братья по разуму»         |
| 1983      | тф  | Дело за тобой                                                | житель села                                               |
| 1983      | тф  | Если верить Лопотухину                                       | Степан Иванович                                           |
| 1983      | ф   | Требуются мужчины                                            | Зыня, член бригады Зяблова                                |
| 1983      | ф   | Трое на шоссе                                                | «клиент»                                                  |
| 1985      | ф   | Возвращение Будулая                                          | член правления                                            |
| 1986      | ф   | Кин-дза-дза!                                                 | коротенький плюканин у колеса обозрения                   |
| 1987      | ф   | Байка                                                        | мастер по ремонту обуви                                   |
| 1989      | ф   | Катала                                                       | отец Анны                                                 |
| 1989      | ф   | Любовь с привилегиями                                        | вокзальный носильщик                                      |
| 1989      | ф   | Не сошлись характерами                                       | Имя персонажа не указано                                  |
| 1989      | кор | Вакантное место                                              | машинист                                                  |
| 1990      | ф   | Гулять, так гулять. Стрелять, так стрелять... (киноальманах) | нищий                                                     |
| 1990      | ф   | Русская рулетка                                              | участковый                                                |
| 1991      | ф   | Графиня                                                      | турист                                                    |
| 1991      | ф   | Небеса обетованные                                           | бомж                                                      |
| 1991      | ф   | Пока гром не грянет                                          | Имя персонажа не указано                                  |
| 1991      | ф   | По Таганке ходят танки                                       | гардеробщик                                               |
| 1992      | ф   | Я хотела увидеть ангелов                                     | дедушка Нэт                                               |
| 1993      | ф   | Про бизнесмена Фому                                          | Ксенофонтыч                                               |
| 1993      | ф   | Желание любви                                                | почтальон                                                 |

## Комментарии
1. ↑  По другим данным, U-286 потоплена 29 апреля 1945 года совместной атакой британских фрегатов Loch Insh, Anguilla и Cotton[4], либо погибла в результате подрыва на мине[3].